# 2346 Lilio
2346 Lilio је астероид главног астероидног појаса са средњом удаљеношћу од Сунца која износи 2,370 астрономских јединица (АЈ).
Апсолутна магнитуда астероида је 11,9.